# What's Another Year
What's Another Year? (укр. Що значить наступний рік?) — пісня авторства Шей Хілі (англ. Shay Healy), виконана Джонні Логаном та яка перемогла на конкурсі пісні Євробачення-1980, набравши 143 бали (вища оцінка від 7 країн). Це була друга з семи перемог країни на Євробаченні в цілому.
Пісня оповідає про те, як юнак мріє про дівчину своєї мрії.
Пісня два тижні трималася на першому місці в Списку синглів № 1 Великої Британії.